# Le Cygne et la Princesse : Un Noël enchanté
Série Le Cygne et la Princesse
Le Cygne et la Princesse 3
(1998) Le Cygne et la Princesse : Une famille royale
(2014)
Pour plus de détails, voir Fiche technique et Distribution.
Le Cygne et la Princesse : Un Noël Enchanté (The Swan Princess Christmas) est un film d'animation américain réalisé par  Richard Rich, sorti en 2012. Ce film marque le retour de Juliette et Arthur en images de synthèse, 14 ans après la trilogie en animation traditionnelle.
Basé sur le ballet Le Lac des cygnes de Tchaïkovski, il est la suite de Le Cygne et la Princesse (1994), Le Cygne et la Princesse 2 (1997) et Le Cygne et la Princesse 3 (1998). Il est suivi de Le Cygne et la Princesse : Une famille royale en 2014, Le Cygne et la Princesse : Aventures chez les pirates ! en 2016, Le Cygne et la Princesse : En mission secrète en 2017, Le Cygne et la Princesse : Un myZtère royal en 2018 et Le Cygne et la Princesse :  Le royaume de la musique en 2019.

## Synopsis
Juliette et Arthur vont fêter leur premier Noël ensemble chez Uberta, la mère d'Arthur, car cette dernière prépare toujours une célébration grandiose et l'ornement du gigantesque sapin est réalisé par tous les habitants du royaume. Mais un vieil ennemi dont l'esprit est toujours présent veut sa vengeance. En effet, à l'aide de Numéro 9, un chat qui n'aspire qu'à récupérer ses 9 vies, le méchant sorcier Albéric va tenter de reprendre sa forme humaine et son pouvoir. Son plan : détruire l'esprit de Noël en semant la zizanie.

## Fiche technique
- Titre original : The Swan Princess Christmas
- Titre français : Le Cygne et la Princesse : Un Noël Enchanté
- Réalisation : Richard Rich
- Scénario : Yuri Lowenthal
- Montage : Joe Campana
- Direction artistique : Kyung Duk Kim, Brian Sebern
- Musique : Vassal Benford
- Production : Crest Animation Productions, Nest Family Entertainment
- Distribution : Sony Pictures Home Entertainment
- Durée : 90 minutes
- Dates de sortie :  États-Unis : 6 novembre 2012

## Distribution

### Voix originales
- Elle Deets : Princess Odette
  - Summer Eguchi : Princess Odette (chant)
- Yuri Lowenthal : Prince Derek
  - Michaelangelo : Prince Derek (chant)
- Jennifer Miller : Queen Uberta
- Joseph Medrano : Lord Rogers
- Sean Wright : Rothbart
- David Lodge : Number 9 and Footman #1
- Catherine Lavine : Bridget the Hag and Village Woman
- James Arrington : Chamberlain
- Clayton James Mackay : Jean-Bob
- Gardner Jaas : Puffin and Sir Peter
- Doug Stone : Speed and Footman #2
- Joey Lotsko : Bromley, Butler and Footman #3
- Brian Nissen : Ferdinand the Chef
- Maxine Blue : Wood Cutter's Wife
- G.K. Bowes : Caretaker
- Gabriela Miller : a Girl.
- Catherine Parks : Maid
- Ashley Spain : a Girl
- Joseph Van de Tacht : a Boy

### Voix françaises
- Alessandro Bevilacqua : Aldo
- Yves Degen
- Jacqueline Ghaye
- Pierre Lognay
- François Mairet : Albéric
- Mathieu Moreau
- Xavier Percy
- Olivier Prémel
- Myriam Thyrion : Uberta
- Micheline Tziamalis
- Tony Beck
- Angelo Dello Spedale
- Thomas Delvaux
- Bernard Faure : Peter
- Stéphane Flamand
- Cécile Florin
- Stéphane Pelzer
- Mélissa Windal

Version française
- Studio : Dubbing Brothers Belgique
- Adaptation : Blandine Gaydon
- Direction artistique : Géraldine Frippiat
- Mixage : Nicolas Pointet

## Chansons du film
Dans cette nouvelle version de Le Cygne et la Princesse, toutes les chansons restent en version originale. Dans ce film en particulier, on entend de nombreux chants traditionnels de Noël. Ainsi, deux albums sont sortis conjointement au film : "17 Songs from The Swan Princess Christmas" qui ne reprend que les chansons, et "The Swan Princess Christmas Soundtrack" qui inclut les chansons et la bande originale de Vassal Benford.
- Overture and Prologue
- Jingle Bells
- We Wish You a Merry Christmas
- Deck the Halls
- Hark! The Herald Angels Sing
- Season of Love - Juliette/Odette
- Jolly Old St Nicholas
- Angels We Have Heard On High
- Christmas Is The Reason
- Food for the Poor
- God Rest Ye Merry Gentleman
- Joy to the World
- The Great Escape
- Away In A Manger
- Here We Come A-Caroling
- Derek's Rebirth (Season of Love reprise) - Juliette/Odette
- Christmas is The Reason (reprise)
- Season of Love - version de Anna Graceman (America's Got Talent)